# Еміль Ґодлевський (син)
Емі́ль Ґодлевський (пол. Emil Godlewski; 12 серпня 1875 , Львів, Цислейтанія  — 25 квітня 1944 , Краків ) ― польський ембріолог і громадський діяч, син фізіолога рослин Еміля Ґодлевського, брат фізика Тадеуша Ґодлевського. Доктор медицини (1893, габілітований 1901 року), член Польської академії знань і Варшавського наукового товариства. Досліджував регенерацію та ембріональний розвиток у тварин. Був співзасновником притулків для дітей, хворих на туберкульоз, у Закопаному, організував там будівництво епідемічної лікарні та громадських убиралень, за що отримав почесне громадянство цього міста.

## Життєпис
Здобував освіту на філософському, а пізніше на медичному відділі Яґеллонського університету в Кракові. Продовжив навчання в Мюнхені, Колошварі та Неаполі, потім повернувся до Кракова. 1906 року Ґодлевський став професором Яґеллонського університету, з 1917 до 1919 працював там завідувачем катедри, а з 1932 до 1933 ― деканом медичного факультету. Був комісаром у боротьбі з епідеміями (1920), сенатором від християнсько-демократичної партії (1924–28).
Під час Першої світової війни як член Комітету допомоги постраждалим від поразки на війні разом із Леоном Мархлевським ініціював створення санітарних колон та тимчасових лікарень у малих містах. Ґодлевський організував щеплення проти бактеріальної дизентерії, холери, віспи, а також від черевного тифу та шистосомозів. 1918 року разом із Казиміжем Маєвським заснував у Вітковицях Лікувально-просвітницький центр для дітей із трахомою, який діяв до 1950. З 1918 року був активним членом Польської академії знань та Варшавського наукового товариства.

## Нагороди
- Командорський хрест із зіркою ордена Відродження Польщі (29 грудня 1921 р.);[9]
- Золотий хрест заслуги (11 листопада 1936 р.);[10]
- Офіцерський хрест ордена Франца Йосифа з військовим оздобленням[11].